# أربيكاسين
أربيكاسين (التسمية الدولية المشتركة: Arbekacin) هو مضاد حيوي من الأمينوغليكوزيدات. يُستعمل بصورة أساسية في علاج العدوى الناتجة عن الجراثيم مُتعدّدة المقاومة ومنها المكورات العنقودية الذهبية المقاومة للميثيسيلين. اصطُنِعَ الأربيكاسين بالأصل من الديبيكاسين عام 1973. وقد تم تسجيله وتسويقه في اليابان منذ عام 1990 بالاسم التجاري «هابيكاسين». لم يعد أربيكاسين مغطّى بالبراءة وتتوفر الأشكال المكافئة من الدواء أيضاً بالأسماء تجارية مثل «ديكونتاسين» و«بلوباتوسين».

## علم الأدوية
يُوافَق على استعمال الأربيكاسين في علاج ذات الرئة والإنتان الناتجان عن المكورات العنقودية الذهبية المقاومة للميثيسيلين. وللأربيكاسين أيضاً مستقبل واعد في استخدامه علاجاً لحالات العدوى البكتيرية سلبية الغرام المقاوِمَة لأدوية متعددة مثل الزائفة الزنجارية والراكدة البومانية بسبب أثره التآزري مع لاكتامات البيتا.

### الديناميكية الدوائية
تعمل الأمينوغليكوزيدات مثل الأربيكاسين عبر ارتباطها بالوحدة الريبوسومية الفرعية البكتيرية «30 إس» (30S)، مما يسبب خللاً في قراءة الحمض النووي الريبوزي الناقل (tRNA) وهو ما يجعل البكتيريا غير قادرة على اصطناع البروتين الهام لنموها. تحتاج عملية امتصاص الأمينوغليكوزيد إلى داخل خلية الجرثوم لطاقة. إن الطاقة المتاحة المؤدية لحدوث عملية الامتصاص هذه هي أقل عند البكتيريا اللاهوائية الإجبارية، ولهذا السبب فإن الأمينوغليكوزيدات هي أقل نشاطاً في محاربة البكتيريا اللاهوائية.

### آلية العمل
تعمل الأمينوغليكوزيدات مثل الأربيكاسين على تثبيط تركيب البروتين في البكتيريا المُتعرِضة من خلال تحقيقها لارتباط لاعكوس بالوحدة الريبوسومية الفرعية البكتيرية «30 إس» (30S). ويرتبط الأربيكاسين تحديداً بأربع نوكليوتيدات من الحمض النووي الريبوزي الريبوسومي «16 إس» (16S rRNA) وبحمض أميني واحد من البروتين «إس 12» (S12). يتدخل هذا بموقع فكُّ الرَّواميز لجوار النوكليوتيد 1400 في مكون الحمض النووي الريبوزي الريبوسومي «16 إس» (16S rRNA) من وحدة «30 إس» (30S) الفرعية. تتفاعل هذه المنطقة مع القاعدة المتراوحة في مقابلة رامزة الحمض النووي الريبوزي الناقل (tRNA). هذا يؤدي إلى الإخلال بقراءة الحمض النووي الريبوزي الرسول (mRNA)، لذلك تُدخل الأحماض الأمينية الغير صحيحة في عديد الببتيد، مما يؤدي إلى ببتيدات غير وظيفية أو سامة وتفكك عديد الرَّيباسات لتصبح أحاد الصبغي غير وظيفية.

### الامتصاص
لا يتم امتصاص الأمينوغليكوزيدات من السَّبيل الهضميّ بصورة جيدة، ولذلك فإنه يتم أخذها عن طريق الحقن.

### السمية
يعد التسميم الأذني والسمية الكلوية من أخطر الآثار الضائرة للعلاج بالأمينوغليكوزيدات ويُرجح حدوثها أكثر عند المرضى الذين لديهم تاريخ من القصور الكلوي أو الذين يأخذون أدوية أذنية سمية أخرى و/أو أدوية سمية كلوية. تمتد المدة العادية لعلاج الأمينوغليكوزيد بالحقن العضلي أو بالمعالجة الوريدية من سبعة حتى عشرة أيام، رغم أن العلاج لفترة أطول ضروري في بعض الحالات. يزيد احتمال حدوث السمية عند استمرار المعالجة بالأمينوغليكوزيد لمدة تزيد عن 10 أيام.